# ジョン・イートウェル
ジョン・イートウェル（John Leonard Eatwell,Baron Eatwell、1945年2月2日 - ）は、イギリスのウィルトシャー州スウィンドン生まれの経済学者。
ケンブリッジ大学教授。貴族院議員を務めるなど、多くの社会的な仕事をしている。ポスト・ケインジアンである。

## 略歴
- 1945年 イギリスのウィルトシャー州スウィンドンに生まれる。
- Haedlands Grammar Schoolで学ぶ。
- 1964年～1967年　ケンブリッジ大学クイーンズ・カレッジで学び、BAを取る。
- 1967年　ケネディ奨学金を得て、ハーバード大学に進学（その後、AMを取得する）。
- 1969年 ケンブリッジ大学クイーンズ・カレッジのリサーチ・フェローとなり、Cambridge Judge Business Schoolで金融政策の教授となる。
- 1970年～1996年 トリニティ・カレッジのフェローの地位を得た。
- 1975年 ハーバード大学からPh.D.を授与される（博士論文「希少な商品と生産された商品――リカードからワルラスに至る価値論における若干の根本原理の検討」）。
- 1975年 経済学部のAssistant Lecturerになる。
- 1977年 経済学部のLecturer（教授）となる。
- 1980年～1996年 ニューヨークのNew School for Social Research、Graduate　Fucultyの教授として経済学を教える。
- この間、コロンビア大学、マサチューセッツ大学、アムステルダム大学の客員教授として教える。
- 1985年～1992年 労働党のネイル・キノックの主任経済アドバイザーとなる。（バロン・イートウェルとなる。）
- 1988年 シンクタンクであるPublic Policy　Researchを創立メンバーとなる。
- 1992年 上院議員となる。
- 1993年～1997年 上院Principal Opposition Spokesmanとなる。
- 1997年～2002年 証券先物監督機関の委員をする。
- 2001年～2006年 Financial Services AuthorityのRegulatory Decisions Committeeのメンバーとなる。
- 2006年 Suzi Digbyと結婚。
- 2009年 上院経済問題委員会のメンバーとなる。
- このほか、英国図書館の議長、ロイアル・オペラ・ハウスの理事、Chartered Management Instituteの主任経済アドバイザー、イタリアの科学アカデミーの外国メンバーなどの仕事を果たしている。
- 現在[いつ?]、ケンブリッジ大学金融政策論の教授、Cambridge Judge Business Schoolの教授、クイーンズ・カレッジの学長、The Centre for Financial Analysis and Policyの理事である。

## 業績
- 現在、イートウェルは欧州統合と失業（仮装失業、競争定義、インターテンポラル一般均衡）の問題を研究していると述べている。
- 根井雅弘によると、イートウェルの仕事は大きく３つに分けることができる[1]。
  - 第1は、価値と分配に対する「古典派アプローチ」の可能性を追求するものである。
  - 第2は、ケインズの『雇用・利子および貨幣の一般理論』を、長期的雇用理論として読みかえるというものである。
  - 第3は、経済顧問としての活動である。80年代に入ると理論の現実への応用分野に積極的に係わるようになっている。

## 著書
- （ジョーン・ロビンソンと共著）『現代経済学』、宇沢弘文訳、岩波書店、1976年
- （マーリ・ミルゲイトと共著）『ケインズの経済学と価値・分配の理論』（ポスト・ケインジアン叢書16）、石橋太郎訳、日本経済評論社、1989年
- （ランス・J・テイラーと共著）『金融グローバル化の危機――国際金融規制の経済学』、岩本武和・伊豆久共訳、岩波書店、2001年